# Hot Dogs for Gauguin
Hot Dogs for Gauguin (1972) es un cortometraje escrito y dirigido por Martin Brest, entonces estudiante de cine en la Universidad de Nueva York. El cortometraje presenta a Danny DeVito y Rhea Perlman en su debut actoral. 

## Trama
En este cortometraje, DeVito interpreta a un fotógrafo decidido a capturar la magia visual y la fama. Inventa un intrincado complot para hacer explotar la Estatua de la Libertad y configura su cámara para grabar la explosión de la Estatua de la Libertad cuando se rompe en pedazos.

## Producción
Fue filmada en la ciudad de Nueva York en blanco y negro el 16 película de mm. Rhea Perlman interpretó a la mujer en un ferry, mientras que Martin Brest interpretó al hombre en un ferry. La escena de la explosión de la cabeza de la Estatua de la Libertad se incorporó durante la escena final. A Brest y Randolph Herr se les atribuye la realización de los efectos especiales. Este cortometraje se inspiró en el desastre de Hindenburg el 6 de mayo de 1937.

## Recepción y legado
En 2009, fue una de las 25 películas seleccionadas para el Registro Nacional de Cine por la Biblioteca del Congreso para "ser preservadas como tesoros culturales, artísticos y/o históricos".   